# Гислаберт II (граф Руссильона)
Гислаберт (Гизельберт, Гийлабер) II (Guislabert II, Guillabert II, espagnol: Guislaberto, catalan: Guislabert) (ум. после 15 сентября 1102) граф Руссильона с не позднее чем 1074.
Сын Госфреда II (ум. 1069/74) и его жены Аделаиды.
С 1065 соправитель отца. Став графом, заключил с Понсом I д’Ампуриас договор о разграничении владений (1075), позже подтверждённый в 1085 г. Тем самым был положен конец мгоголетней вражде двух графств, чьи правители были представителями одного рода. Эти два договора являются ценными историческими источниками: в них впервые упоминаются многие населённые пункты Руссильона и Ампуриаса.
Гислаберт II препятствовал попыткам Сердани расширить свои владения в Конфлане.
Перенёс столицу графства из Кастель Расселло в Перпиньян.
Умер после 15 сентября 1102 года.
Жена — Стефания (Эстефания). Единственный сын:
- Жерар I (погиб в 1113 в Святой земле) - граф Руссильона, виконт Фенуйле и Валлеспира.